# Deliathis batesi
Deliathis batesi là một loài bọ cánh cứng trong họ Cerambycidae.